# Honolulu
Honolulu — метеорит-хондрит масою 3000 грам.
27 вересня 1825 року кілька каменів загальною масою 3 кг впали поблизу Гонолулу (острів Оаху, Гаваї, США).
26 вересня 1825 російська експедиція, яка плавала навкруг на кораблі «Предприятие» досягла Гавайських островів.
Його капітан, Отто Котсебу: 
«Наступнього ранку після того, як ми прибули, ми стаємо свідками фантастичних природних явищ, які ми могли бачити від початку до кінця. У кристалічно ясному небі сформувалася тверда чорна хмара вище за острів. Найтемніша частина цієї таємничої хмари вимальовувалася над містом Ганаруро. Повний штиль раптом змінився до штормового вітру, що дме з північного сходу. Одночасно величезний шум прийшов від хмари, нібито безліч суден почала обстріл з артилерії. Гуркоти грому слідували кожен за іншим, нібито противники обмінювали борти корабля. Цей шум зупинився через декілька хвилин, коли два камені впали на вулицях Ганаруро, ламаючись на декілька шматків, коли вони ударились в Землю. Люди підняли ці шматки, які були все ще теплі.»

## Виноски
1. ↑  Архівована копія. Архів оригіналу за 19 липня 2008. Процитовано 14 липня 2008.{{cite web}}:  Обслуговування CS1: Сторінки з текстом «archived copy» як значення параметру title (посилання)